# 이명우 (영화 감독)
이명우(李明雨, 일본식 이름: 瀨戶明, 1901년 ~ 1959년)는 일제강점기와 대한민국 건국 초기의 영화 감독이다. 다른 이름으로 이명우(李銘牛)가 있다.

## 생애
한성부에서 출생하여 계성학교를 졸업했다. 조선인 최초의 촬영기사이자 녹음기사인 이필우의 동생이라, 어릴 때부터 영화를 접하게 되었다. 이필우에 따르면, 1925년에 자신이 《을축년 수해》를 촬영할 때 이명우가 촬영을 배우겠다고 하여 영화계에 입문하게 되었다.
1927년 데뷔작인 《운명》 촬영에 이어 월남 이상재가 사망하자 《월남 이상재선생 장례식 실황》을 찍었다. 이후 촬영과 현상, 편집을 담당하는 기술인력으로 활발한 활동을 펼쳤다. 아직 영화 기술의 분업화가 이루어지지 않아 촬영기사들이 후반 작업에도 참여하였기 때문에, 이명우는 현상과 편집도 겸하곤 했다. 심훈은 1931년에 이명우를 가리켜 “재조 잇는 사람이니 기사로서 일류가 되기에 부끄럽지 않다.”고 평했다.
1935년에는 한국 최초의 발성 영화 《춘향전》을 연출하여 영화 감독으로 데뷔했다. 인기 신파극 《사랑에 속고 돈에 울고》를 1939년 영화화하기도 했다. 이 영화 제작에는 이명우의 형 이필우가 녹음을 맡아 참여했고, 처남 최순흥도 촬영 감독을 담당했다.
촬영과 녹음 기술에 다재다능한 이명우는 영화 감독으로 데뷔한 후에도 촬영 감독으로 활발히 활동했는데, 일제강점기 말기에는 조선영화제작주식회사에 입사하여 친일 영화의 촬영을 맡았다. 만주 이주 정책과 관련된 국책 영화 《복지만리》(1941), 지원병제를 선전하는 《지원병》 (1941) 과 징병제 실시를 기념한 《조선해협》(1943)의 촬영을 담당했고,  《병정님》 (1944)이 제작되었을 때는 편집을 맡았다.
2008년 민족문제연구소가 발표한 친일인명사전 수록예정자 명단 중 연극/영화 부문에 포함되었다.
광복 후 조선영화동맹에 중앙상임위원으로 참여하고 《밤의 태양》 (1948)의 촬영과  《전우》 (1949)의 편집을 맡았으며, 미군정 502대 부대에서 촬영기사로 일했다. 공보처 소속 촬영기사로 근무하던 중 한국 전쟁이 발발하여 조선민주주의인민공화국으로 납치되어 갔다. 미리 월북해 있던 주인규, 강홍식 등이 이명우를 데려갔다는 증언이 있으나 북조선에서의 행적은 알려지지 않았다.

## 같이 보기
- 이필우

## 참고자료
- 강옥희,이영미,이순진,이승희 (2006년 12월 15일). 《식민지시대 대중예술인 사전》. 서울: 소도. 251~253쪽쪽. ISBN 9788990626264.